# 史氏真巨口魚
史氏真巨口魚（学名：Eustomias schmidti）为輻鰭魚綱巨口鱼目巨口鱼科的其中一種。分布於太平洋及印度洋亞熱帶至溫帶海域，為深海魚類，棲息深度50-150公尺，體長可達21.2公分。

## 扩展阅读
維基物種上的相關：史氏真巨口魚